# 200 Tons of Bad Luck
200 Tons of Bad Luck – album kompilacyjny grupy Crippled Black Phoenix.

## Lista utworów
1. „Burnt Reynolds” – 8:42
2. „Rise Up and Fight” – 5:43
3. „Time of Ye Life” / „Born for Nothing” / „Paranoid Arm of Narcoleptic Empire” – 18:37
4. „Wendigo” – 3:50
5. „Littlestep” – 5:56
6. „Crossing the Bar” – 7:12
7. „Whissendine” – 4:58
8. „A Real Bronx Cheer” – 0:35
9. „444” – 5:48
10. „A Hymn for a Lost Soul” – 2:25
11. „A Lack of Common Sense” – 7:24
12. „I Am Free Today I Perished” – 6:03

## Twórcy
- Justin Greaves – chórki, kompozycje, słowa, bębny, gitara, klawisze, piła, miksowanie
- Joe Volk – wokal, gitara akustyczna, chórki, słowa
- Dominic Aitchison – gitara basowa
- Andy Semmens – śpiew
- Stuart Matthews – inżynieria dźwięku, miksowanie, produkcja
- Kostas Panagiotou – klawisze, akordeon, chórki, kompozycje, słowa, miksowanie, wykonanie
- Geoff Barrow – miksowanie, produkcja
- Nick Rhodes – oprawa graficzna
- Martin Greaves – kaligrafia
- Adrian Britton, Big Nige, Charlie Romijn, Chipper, George Elgie, Greg Havell, Jack Rampling, John Attwood, Laz, Matt Williams, Max Milton, Paula James, Rose Kemp, Sarah Flower Davis, Static, Stella, Thomas Elgie, William Waine – chórki
- Rik Dowding – inżynieria dźwięku
- Tony Doogan – inżynieria dźwięku
- Shawn Joseph – mastering
- Charlotte Nicholls – wykonawca